# أرنولد روبرت
أرنولد روبرت هو سياسي سويسري، ولد في 26 مايو 1846، وتوفي في 20 أكتوبر 1925.